# 30 Seconds to Mars
30 Seconds to Mars és un grup de música rock de Los Angeles (Estats Units). La seva abreviació és 30STM o TSTM. La banda està formada per Jared Leto (guitarra i veu) i el seu germà, Shannon Leto (bateria). El nom del grup prové de la tesi escrita per un professor de la famosa Universitat Harvard. Un dels apartats de la tesi era titulat "30 Seconds To Mars" (literalment, a 30 segons de Mart), i parla sobre el creixement en l'àmbit de la tecnologia humana, literalment dient que estem a 30 segons de Mart. Ha guanyat set premis MTV Europe Music Awards.

## Discografia

### Àlbums
- 30 Seconds to Mars - 2002
- A Beautiful Lie - 2005[3]
- This Is War - 2009
- Love, Lust, Faith and Dreams - 2013
- America - 2018
- It's the End of the World but It's a Beautiful Day - 2023

### EPs
- AOL Sessions Undercover - 2007
- To the Edge of the Earth - 2008
- MTV Unplugged - 2011

### Singles
- "Capricorn (A Brand New Name)" - 2002
- "Edge of the Earth" - 2003
- "Attack" - 2005
- "The Kill" - 2006
- "From Yesterday" - 2006
- "A Beautiful Lie" - 2007
- "Kings and Queens" - 2009
- "This Is War" - 2010
- "Closer to the Edge" - 2010
- "Hurricane" - 2010
- "Up in the Air" - 2013
- "Do or Die" - 2013
- "City of Angels" - 2013
- "Walk on Water" - 2017
- "Dangerous Night" - 2018